# Lamar Hunt
Lamar Hunt (ur. 2 sierpnia 1932 w El Dorado, Arkansas, zm. 13 grudnia 2006 w Dallas) – amerykański przemysłowiec i promotor sportu.

## Życiorys
Był członkiem rodziny teksańskich przemysłowców branży naftowej, synem magnata naftowego Haroldsona L. Hunta. Zainteresowania sportem realizował m.in. na studiach. Był zawodnikiem futbolu amerykańskiego, drużyny Southern Methodist University.
Był współtwórcą American Football League (połączonej później z National Football League), właścicielem drużyny futbolu amerykańskiego Kansas City Chiefs oraz drużyny piłkarskiej Dallas Tornado.
Należał również do grona założycieli World Championship Tennis, organizacji działającej w latach 1967–1990, która znacznie przyczyniła się do rozwoju tenisa zawodowego w pierwszych latach ery „open”.
Został wyróżniony członkostwem w kilku galeriach sławy: zawodowego futbolu amerykańskiego, piłki nożnej w USA oraz tenisa (1993).